# Dżaza’ir Farasan
Dżaza’ir Farasan (arab. جزائر فرسان, Ǧazāʾir Farasān) – archipelag w południowej części Morza Czerwonego, należący do Arabii Saudyjskiej. Wyspy są nizinne i piaszczyste, otaczają je rafy koralowe. Są słabo zaludnione. Największym skupiskiem ludności jest miasto Farasan, które w 2010 roku liczyło około 14 tys. mieszkańców. Obszar chroniony, miejsce występowania wymarłej już gazeli arabskiej.